# Mesynodites sodalis
Mesynodites sodalis är en skalbaggsart som först beskrevs av August Reichensperger 1924.  Mesynodites sodalis ingår i släktet Mesynodites och familjen stumpbaggar. Inga underarter finns listade i Catalogue of Life.